# Johji Manabe
Johji Manabe (真鍋譲治, Manabe Jōji) é um mangaka japonês nascido no ano de 1964, no Japão. Não confunda-o com um animador de mesmo nome (porém escrito diferente, 真鍋譲二), que trabalhou nos anos 1970 para o estúdio Oh! Production em várias obras, como A Dog of Flanders, Genshi Shounen Ryû, Marco, Dokonjō Gaeru e outros.
Mais conhecido no mundo americano por Caravan Kidd, Outlanders e Capricorn, seus trabalhos seguintes foram de natureza pornográfica.

## Obras
Listadas cronologicamente.
- Outlanders (8 volumes, 1985-1987, Hakusensha)
- Caravan Kidd (5 volumes, 1986-1989, Shogakukan)
  - The Key of Graciale (1 volume, Abril 1987, ISBN 459213107X, Hakusensha)
- Powerful Mazegohan (3 volumes, 1986-1989, Hakusensha)
- Dora (1 volume, Dezembro 1987, ISBN 4403611486, Shinshokan)
- Capricorn (5 volumes, 1988-1990, Shinshokan)
- Sorcerian: Ten no Kamigami-tachi (volume 6 publicado na Sorcerian, Setembro 1989, ISBN 4049260158, Kadokawa Shoten)
- Banpanera (1 volume, Fevereiro 1991, ISBN 482918311X, Fujimi Shobō)
- Junk Party (1 volume, Novembro 1991, ISBN 4049260301, Kadokawa Shoten)
- Russian Clash (1 volume, Abril 1992, ISBN 4829183217, Fujimi Shobō)
- Dotō! Jamuka no Daibōken (5 volumes, Julho 1992 - Agosto 1994, Shinshokan)
- Ginga Sengoku Gun'yūden Rai (27 volumes, September 1993 - Dezembro 2001, Media Works)
  - Ginga Sengoku Gun'yūden Rai: Ibun (1 volume, 2004-04-10, ISBN 4840225621, Media Works)
- Viva Usagi-gozō (5 volumes, Novembro 1993 - Dezembro 1995, Gakken)
- Chūka Ichiban (1 volume, Dezembro 1993, ISBN 4047120294, Kadokawa Shoten)
- Gosei Dōji Ran (2 volumes, Agosto 1995 - September 1996, Kobunsha)
- Drakuun: Dragon Princess Army (5 volumes, 1995-2003, Kadokawa Shoten)
- Budō Shōsa Powerful China (1 volume, Dezembro 1996, ISBN 4198301581, Tokuma Shoten)
- Wild Kingdom (5 volumes, Dezembro 2000 - Fevereiro 2003, Enterbrain)
- Kurobone (1 volume, 2003-10-10, ISBN 4840224757, Media Works)
- Ogin (1 volume, 2005-03-17, ISBN 4776791404, Ohzora Publishing)
- Oniku ni Chu (1 volume, 2005-08-17, ISBN 4812462274, Takeshobo)
- Maku no Uchi Deluxe (3 volumes, 2006-05-08 - current, Takeshobo)
- Tail Chaser (3 volumes, 2006-08-25 - 2007-12-25, Fujimi Shuppan)
- Johji Manabe Presents: Maina Kishin Sōki (1 volume, Gakken)